# Campeonato Europeu de Atletismo em Pista Coberta de 2021 - 60 m com barreiras masculino
A prova dos 60 metros com barreiras masculino do Campeonato Europeu de Atletismo em Pista Coberta de 2021 foi disputada entre os dias 6 e 7 de março de 2021 na Arena Toruń, em Toruń, na Polónia.

## Recordes
Antes desta competição, os recordes mundiais e do campeonato nesta prova eram os seguintes:
|                       | Nome          | Nacionalidade | Tempo | Local        | Data                |
| --------------------- | ------------- | ------------- | ----- | ------------ | ------------------- |
| Recorde mundial       | Colin Jackson | Reino Unido   | 7s 30 | Sindelfingen | 6 de março de 1994  |
| Recorde do campeonato | Colin Jackson | Reino Unido   | 7s 39 | Paris        | 12 de março de 1994 |
| Recorde europeu       | Colin Jackson | Reino Unido   | 7s 30 | Sindelfingen | 6 de março de 1994  |

## Medalhistas
| Ouro                  | Prata              | Bronze                |
| Wilhem Belocian (FRA) | Andrew Pozzi (GBR) | Paolo Dal Molin (ITA) |

## Cronograma
Todos os horários são locais (UTC +1).
| Data       | Hora  | Evento    |
| ---------- | ----- | --------- |
| 6 de março | 13:05 | Bateria   |
| 7 de março | 13:05 | Semifinal |
| 7 de março | 17:00 | Final     |

## Resultados

### Bateria
Qualificação: 4 atletas de cada bateria (Q) mais os 4 melhores qualificados (q).
| Posição | Bateria | Atleta                 | Nacionalidade | Tempo | Notas |
| ------- | ------- | ---------------------- | ------------- | ----- | ----- |
| 1       | 1       | Andrew Pozzi           | Reino Unido   | 7.52  | Q     |
| 2       | 4       | Wilhem Belocian        | França        | 7.52  | Q     |
| 3       | 3       | Damian Czykier         | Polónia       | 7.57  | Q,    |
| 4       | 5       | Paolo Dal Molin        | Itália        | 7.59  | Q     |
| 5       | 2       | Aurel Manga            | França        | 7.64  | Q     |
| 6       | 3       | Asier Martínez         | Espanha       | 7.67  | Q     |
| 7       | 5       | Balázs Baji            | Hungria       | 7.70  | Q     |
| 8       | 4       | Enrique Llopis         | Espanha       | 7.70  | Q     |
| 9       | 1       | Elmo Lakka             | Finlândia     | 7.70  | Q     |
| 10      | 2       | Erik Balnuweit         | Alemanha      | 7.71  | Q     |
| 11      | 4       | Krzysztof Kiljan       | Polónia       | 7.73  | Q     |
| 12      | 3       | Mikdat Sevler          | Turquia       | 7.78  | Q     |
| 13      | 1       | Vladimir Vukicevic     | Noruega       | 7.78  | Q     |
| 14      | 2       | Keiso Pedriks          | Estónia       | 7.79  | Q     |
| 15      | 2       | Koen Smet              | Países Baixos | 7.80  | Q     |
| 16      | 5       | Max Hrelja             | Suécia        | 7.81  | Q     |
| 17      | 2       | Hassane Fofana         | Itália        | 7.81  | q     |
| 18      | 4       | Franck Brice Koua      | Itália        | 7.82  | Q     |
| 19      | 1       | Brahian Peña           | Suíça         | 7.82  | Q,    |
| 20      | 4       | Milan Trajkovic        | Chipre        | 7.83  | q     |
| 21      | 5       | Artur Noga             | Polónia       | 7.84  | Q     |
| 22      | 3       | Stanislav Stankov      | Bulgária      | 7.85  | Q     |
| 23      | 3       | Andreas Martinsen      | Dinamarca     | 7.85  | q     |
| 24      | 2       | Bohdan Chornomaz       | Ucrânia       | 7.86  | q,    |
| 25      | 5       | Finley Gaio            | Suíça         | 7.86  |       |
| 26      | 1       | Vitali Parakhonka      | Bielorrússia  | 7.87  |       |
| 27      | 5       | Ilari Manninen         | Finlândia     | 7.90  |       |
| 28      | 4       | Rapolas Saulius        | Lituânia      | 7.90  |       |
| 29      | 4       | Cosmin Ilie Dumitrache | Roménia       | 7.91  |       |
| 30      | 5       | Luka Trgovčević        | Sérvia        | 7.91  |       |
| 31      | 2       | Furkan Aktaş           | Turquia       | 7.94  |       |
| 32      | 1       | Bálint Szeles          | Hungria       | 7.97  |       |
| 33      | 1       | Luis Salort            | Espanha       | 7.97  |       |
| 34      | 3       | Viktor Solyanov        | Ucrânia       | 7.99  |       |
| 35      | 3       | Alin Ionut Anton       | Roménia       | 8.19  |       |

### Semifinal
Qualificação: 2 atletas de cada bateria (Q) mais os 2 melhores qualificados (q).
| Posição | Bateria | Atleta             | Nacionalidade | Tempo | Notas                |
| ------- | ------- | ------------------ | ------------- | ----- | -------------------- |
| 1       | 2       | Wilhem Belocian    | França        | 7.49  | Q                    |
| 2       | 1       | Andrew Pozzi       | Reino Unido   | 7.53  | Q                    |
| 3       | 3       | Damian Czykier     | Polónia       | 7.59  | Q                    |
| 4       | 1       | Aurel Manga        | França        | 7.62  | Q                    |
| 5       | 3       | Paolo Dal Molin    | Itália        | 7.64  | Q                    |
| 6       | 2       | Asier Martínez     | Espanha       | 7.67  | Q                    |
| 7       | 3       | Koen Smet          | Países Baixos | 7.69  | q                    |
| 8       | 1       | Franck Brice Koua  | Itália        | 7.70  | q,                   |
| 9       | 3       | Elmo Lakka         | Finlândia     | 7.71  |                      |
| 10      | 2       | Balázs Baji        | Hungria       | 7.73  |                      |
| 11      | 2       | Vladimir Vukicevic | Noruega       | 7.73  | =                    |
| 12      | 3       | Erik Balnuweit     | Alemanha      | 7.74  |                      |
| 13      | 1       | Enrique Llopis     | Espanha       | 7.74  |                      |
| 14      | 2       | Mikdat Sevler      | Turquia       | 7.74  |                      |
| 15      | 2       | Hassane Fofana     | Itália        | 7.75  | Recorde da temporada |
| 16      | 2       | Artur Noga         | Polónia       | 7.76  |                      |
| 17      | 3       | Milan Trajkovic    | Chipre        | 7.78  |                      |
| 18      | 3       | Max Hrelja         | Suécia        | 7.83  |                      |
| 19      | 1       | Krzysztof Kiljan   | Polónia       | 7.84  |                      |
| 20      | 3       | Bohdan Chornomaz   | Ucrânia       | 7.86  |                      |
| 21      | 1       | Andreas Martinsen  | Dinamarca     | 7.87  |                      |
| 22      | 2       | Brahian Peña       | Suíça         | 7.87  |                      |
| 23      | 1       | Keiso Pedriks      | Estónia       | 7.93  |                      |
| 24      | 1       | Stanislav Stankov  | Bulgária      | 7.94  |                      |

### Final
A final aconteceu às 17:00 no dia 7 de março de 2021.
| Posição           | Raia | Atleta            | Nacionalidade | Tempo | Notas           |
| ----------------- | ---- | ----------------- | ------------- | ----- | --------------- |
| Medalha de ouro   | 4    | Wilhem Belocian   | França        | 7.42  | EL              |
| Medalha de prata  | 6    | Andrew Pozzi      | Reino Unido   | 7.43  | =               |
| Medalha de bronze | 7    | Paolo Dal Molin   | Itália        | 7.56  |                 |
| 4                 | 8    | Asier Martínez    | Espanha       | 7.60  | Recorde pessoal |
| 5                 | 3    | Aurel Manga       | França        | 7.63  |                 |
| 6                 | 5    | Damian Czykier    | Polónia       | 7.63  |                 |
| 7                 | 1    | Koen Smet         | Países Baixos | 7.73  |                 |
| 8                 | 2    | Franck Brice Koua | Itália        | 7.76  |                 |

Legenda
| Recorde mundial       | Recorde mundial (World record)               |                       | Recorde africano                      | Recorde africano (African) |                                           | Q | Classificado por posição (Qualified) |
| Recorde do campeonato | Recorde do campeonato (Championship record)  | Recorde da América    | Recorde da América (Americas)         | q                          | Classificado por melhor tempo (Qualified) |   |                                      |
| Melhor marca do ano   | Melhor marca do ano (World leading)          | Recorde asiático      | Recorde asiático (Asian)              | DNS                        | Não largou (Did not start)                |   |                                      |
| Recorde nacional      | Recorde nacional (National record)           | Recorde europeu       | Recorde europeu (European)            | DNF                        | Não terminou (Did not finish)             |   |                                      |
| Recorde pessoal       | Recorde pessoal do atleta (Personal best)    | Recorde da Oceania    | Recorde da Oceania (Oceania)          | DSQ / DQ                   | Desclassificado (Disqualified)            |   |                                      |
| Recorde da temporada  | Recorde da temporada do atleta (Season best) | Recorde sul-americano | Recorde sul-americano (South America) | NM                         | Sem marca (No mark)                       |   |                                      |